# Thysanometra
Genre
Thysanometra est un genre de comatules de la famille des Antedonidae.

## Liste d'espèces
Selon World Register of Marine Species (2 avril 2015) :
- Thysanometra tenelloides (AH Clark, 1907) -- Sud du Japon, 128-360 m de profondeur
- Thysanometra tenuicirra (Carpenter, 1888) -- Indonésie, Papouasie et Philippines, 225-548 m de profondeur